# Розпусник (фільм, 2000)
«Розпусник» (фр. Le Libertin) — вигаданий фільм-комедія про короткий період життя і праці філософа і письменника Дені Дідро над енциклопедією. Фільм створено за текстом Еріка-Емманюеля Шмітта.

## Синопсис
Фільм починається з сцени невинних забав у старовинному парку перед розкішним заміським палацом родини баронів д'Ольбаш. Власниця садиби розважає гостей власним невибагливим співом. Спокій шляхетного товариства руйнує загін кінноти поліції, що вдерся у родину і розшукує чергове місце друку забороненої в державі «Енциклопедії». Сцена стала символом того подвійного, прихованого життя, котре ведуть і власники старовинної садиби, і письменник Дені Дідро, що гостить у садибі, і жінка-художниця Требуш, що є шпигункою кардинала.
Дідро за фільмом розділяє усі ті розваги, часто гріховні, що притаманні і «шляхетному товариству», котре зібралось у заміській садибі. На відміну від більшості, що витрачає час на флірт і секс, він також неупинно працює над новими статтями для забороненого видання, адже «прогрес не зупинити»! Стимулом для нових статей цілком годяться і ганебні лайки самого письменника (він починає аналітично досліджувати зміст слова «розпусник», коли почув його на власну адресу), і слово «Насолода», коли розпочався його несподіваний роман з гостею і жінкою-художницею. Місцем прихованого друку забороненої «Енциклопедії» стала підземна крипта у старовинній готичній каплиці.
Кінострічка створена на тлі розкішної старовинної садиби, де власники давно позбавлені важкої праці задля існуванні і лише досліджують власні примхи та сексуальні імпульси. А комедія позабавить глядачів різноманітними сценами гріховного життя товариства напередодні французької революції 1789-1793 років.

## У ролях
- Венсан Перес — Дені Дідро, письменник та філософ
- Фанні Ардан — Тербуш, художниця
- Жозіан Баласко — баронесса Гольбах (д'Ольбаш), володарка багатої садиби
- Мішель Серро — кардинал
- Франсуаза Лепе́н — Мадам Дідро, дружина письменника
- Одрі Тоту — Жулі Гольбах (д'Ольбаш), донька володарки садиби
- Ваїна Джоканте — Анжеліка Дідро
- Арно Лемер — Маркіз де Луц, гість у садибі
- Бруно Тодескіні — Маркіз де Камброль

## Знімальна група
- Режисер — Габріель Агійон
- Сценарій і діалоги — Ерік-Емманюель Шмітт
- Оператор — Жан-Марі Дрежу
- Композитор — Бруно Куле